# Mucroberotha minteri
Mucroberotha minteri is een insect uit de familie van de Berothidae, die tot de orde netvleugeligen (Neuroptera) behoort. 
Mucroberotha minteri is voor het eerst wetenschappelijk beschreven door U. Aspöck & Mansell in 1994.